# تمرد المراهقة

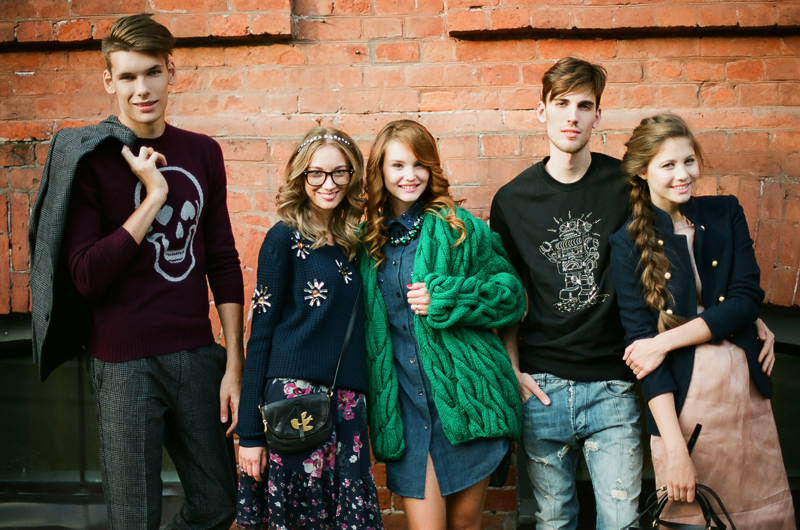

كجزء من نموهم إلى شباب، يجب أن يطور البشر هوية مستقلة عن آبائهم أو أسرهم والقدرة على اتخاذ القرار بشكل مستقل، ويجوز لهم تجربة مختلف الأدوار والسلوكيات والمفاهيم كجزء من عملية تطوير هويتهم. وقد تم الاعتراف بـالتمرد في سن المراهقة في علم النفس على أنه مجموعة من الصفات السلوكية التي تحل محل الطبقة أو الثقافة أو العرق.

## طبيعة التمرد في سن المراهقة
لا يزال هناك بعض الجدل حول ما إذا كانت أسباب التمرد في سن المراهقة طبيعية تمامًا أو ضرورية، حيث يفترض البعض أن فشل المراهق في تحقيق الشعور بالهوية يمكن أن يؤدي إلى ارتباك دوره وعدم القدرة على اختيار مهنة، ويمكن أن تؤدي هذه الضغوط إلى النظر إليهم على أنهم بالغين. في الحقيقة، تقدم السن الذي يتم اعتبار الشخص فيه شخصًا بالغًا، في العالم الغربي، (بالمعنيين الثقافي والقانوني) من أوائل سن المراهقة في القرون السابقة إلى أواخر سن المراهقة وحتى أوائل العشرينيات في المجتمعات الحالية.

## التمرد في سن المراهقة والشبكة الاجتماعية العاطفية
يُشير الطبيب النفسي بجامعة تمبل لورانس شتاينبرغ إلى أن «وقف أنظمة الدماغ تجعل المراهقين أكثر عرضة للاشتراك في السلوك الخطر.» ويقول أن البرامج الاجتماعية والمقاييس التي تثبط عزيمة الشباب عن المشاركة في السلوك الخطر (مثل تعاطي المخدرات والكحول والقيادة المتهورة وممارسة الجنس غير المأمون) كانت غير فعالة بشكل كبير.
ويفترض شتاينبرغ أن هذا الأمر بسبب وجود المجازفة في سن المراهقة بواسطة المنافسات بين الشبكات الاجتماعية العاطفية والأخرى التي تتحكم في المعرفة. فكلاهما يخوض عمليات النضج خلال فترة المراهقة، ولكنهم يقومون بذلك بمعدلات مختلفة. وبالتحديد، تتطور الشبكة الاجتماعية العاطفية، التي تملي الردود على التحفيز الاجتماعي والعاطفي، بسرعة أكبر وفي وقت مبكر خلال فترة البلوغ. وتتطور شبكة التحكم في المعرفة، التي تفرض الرقابة التنظيمية على اتخاذ القرارات الخطيرة، على مدى فترة أطول من الوقت، في فترة المراهقة بأكملها.
ويقول شتاينبرغ في مقالته «المخاطرة في سن المراهقة: آفاق جديدة من الدماغ والعلوم السلوكية» أن «البحث المنهجي لا يدعم الصورة النمطية للمراهقين كأفراد غير عقلانيين يعتقدون أنهم غير معرون للخطر والذين لا يعلمون الأضرار المحتملة لهذا السلوك المحفوف بالمخاطر أو يغفلون عنها أو لا يبالون بها.»
كما يمتلك المراهقون نفس القدرة مثل البالغين على تقييم المخاطر ونقاط ضعفهم للمخاطر، وقد حسنت زيادة توافر المعلومات والتثقيف بشأن العواقب المترتبة على السلوك المحفوف بالمخاطر من فهم المراهقين للمخاطر. وبرغم ذلك، لم تفعل شيئًا يُذكر لتغيير السلوك الفعلي.
وذلك لأن القواعد التي يكسرها المراهقون عندما يتمردون تستند على النظام المنطقي الذي تدعمه الشبكة التي تتحكم في المعرفة، فهذه الشبكة تُستخدم بسلطة البالغين ولكنها لا تُستخدم في المراهقين بسبب الشبكة الاجتماعية العاطفية الأقوى. ومن وجهة نظر علم النفس المعرفي، يُعد النمو الطبيعي المبكر للشبكة الاجتماعية العاطفية عاملاً كبيرًا في التمرد في سن المراهقة.
وفي الواقع، تحدد إحدى دراسات كورنيل من عام 2006 أن المراهقين يميلون بشكل أكبر إلى وضع التعرض للخطر في الاعتبار عند اتخاذ قرار، ولفترة أطول من الوقت، من البالغين. كما أنهم يميلون، في حقيقة الأمر، أيضًا إلى المبالغة في تقدير المخاطر. ومع ذلك، يجازف المراهقون أيضًا لأنهم يجدون أن المكافأة (مثل المتعة الفورية أو استحسان الأقران) أكثر قيمة.

## التمرد ضد قواعد الأقران
لا يأخذ كل تمرد في سن المراهقة شكل انتهاك القواعد (أي نشاط غير قانوني مثل تعاطي المخدرات والكحول والتخريب والسرقة والمخالفات القانونية الأخرى)، فغالبًا ما يأخذ التمرد في سن المراهقة شكلاً من أشكال انتهاك المعايير الاجتماعية. وكلما تم وضع هذه القواعد في مكانها بقدر ما يضعها المراهقون أنفسهم مثلما يضعها البالغون القائمون على رعايتهم، يصبح التمرد في سن المراهقة في ثقافة المراهقين أمرًا شائعًا. وتُعلق ريبيكا شرافينبرجر في مقالها «هذه القوطية الحديثة (تتحدث عن نفسها)» أن أقرانها رأوا خجلها في الاطلاع «كحساسية لديها وجعلوا من امتهانها لعبة لهم، وقد أضعت بضع سنوات في محاولة للتماشي والتوافق معهم في ارتداء الملابس من Benetton وشراء جينز Guess العصري جدًا، ولكني تخليت عن ذلك عند بلوغي الخامسة عشر.»
في هذه الحالة، تخلت شرافينبرجر عن القواعد الاجتماعية في ارتداء جينز من ماركة Guess إلى ثقافة القوط الأقلية البديلة. فالكثير من الثقافة القوطية تتحدى قواعد الأغلبية داخل مجتمع المراهقين؛ خاصة وأنها ثقافة تقدر الانبهار بموضوعات مثل الموت وموسيقى الظلام والاكتئاب وإظهار المشاعر العاطفية والموضوعات التي بطبيعتها مضادة للقواعد المجتمعية.

## الثقافة الشعبية
تم تصنيف هذه الظاهرة من قبل وسائل الإعلام السائدة والثقافة الشعبية، وهي موضوع شائع جدًا في الموسيقى والسينما. ومن بعض أمثلة الأفلام حول هذا الموضوع The Wild One (1953) وRebel Without a Cause (1955) وThe Breakfast Club (1985). وقد اكتسبت الرواية الكلاسيكية الحارس في حقل الشوفان التي كتبها جيروم ديفيد سالينغر سمعة باعتبارها الكتاب الجوهري عن التمرد في سن المراهقة.